# 脳室周囲白質軟化症
脳室周囲白質軟化症 (のうしつしゅういはくしつなんかしょう、periventricular leukomalacia, PVL) とは、早産児あるいは低出生体重児が来たしうる、脳室周囲の白質に軟化病巣が生じる疾患である。脳室周囲白質部、特に三角部には頭頂葉に存在する運動中枢からの神経線維、いわゆる皮質脊髄路が存在するため、PVL の存在する児ではその連絡が絶たれ、痙性麻痺となる。

## 原因
早産児では、脳室周囲から深部白質に向かう動脈と脳表面から脳室へ向かう動脈との灌流境界領域が深部白質にあるため、脈管構築上の特徴から深部白質が傷害を受けやすいことが PVL の病因の一つと考えられている。早産児においては脳血管の自動調節機能が未熟であるため、低血圧により容易に脳虚血に陥ることも PVL の発生要因のひとつである。早産児の中枢神経ではオリゴデンドログリア前駆細胞が急速に分化しているが、虚血、フリーラジカル、興奮性アミノ酸、炎症性サイトカインが分化過程にあるオリゴデンドログリア前駆細胞に損傷を与えることが知られている。